# Entada polystachya
Entada polystachya är en ärtväxtart som först beskrevs av Carl von Linné, och fick sitt nu gällande namn av Dc. Entada polystachya ingår i släktet Entada och familjen ärtväxter. Inga underarter finns listade i Catalogue of Life.